# Circulaire economie

De lineaire versus de circulaire economie

Een kringloopeconomie of circulaire economie is een economisch en industrieel systeem waarin geen eindige grondstofvoorraden worden uitgeput en waarin reststoffen volledig opnieuw worden ingezet in het systeem.
De energie voor een zuivere kringloopeconomie dient afkomstig te zijn van hernieuwbare bronnen, met name zon en wind. Dit in navolging van het natuurlijke systeem. Het tegenovergestelde van de kringloopeconomie is de lineaire economie, waarbij eindige grondstofvoorraden worden uitgeput en, na gebruik, als onbruikbaar afval in het milieu terechtkomen.
Aangezien een ideale kringloopeconomie niet zonder meer te verwezenlijken is, wordt het ook wel gedefinieerd als een systeem dat de herbruikbaarheid van producten en grondstoffen en het herstellend vermogen van natuurlijke hulpbronnen als uitgangspunt neemt, waardevernietiging in het totale systeem minimaliseert en waardecreatie in iedere schakel van het systeem nastreeft.

## Geschiedenis
Hergebruik van afvalstoffen is feitelijk een vanzelfsprekende zaak geweest door de geschiedenis van de mensheid heen. Veel afvalstoffen vertegenwoordigden namelijk een positieve gebruikswaarde en  — indien er uitruil plaatsvond  — een positieve marktwaarde. Organische stoffen, zoals mest, planten- en voedselresten konden worden ingezet als bodemverbeteraar of veevoer. Houtafval kon gebezigd worden als brandhout, oude metalen konden worden omgesmolten tot nieuwe metalen, textielafval (lompen) werd onder meer gebruikt in de papierfabricage. Bouw- en sloopafval werd soms toegepast als wegverharding. De schillenboer en de oud-ijzerboer kwamen regelmatig rond in dorpen en steden om voedselafval respectievelijk afgedankte metalen op te halen. Soms kregen afvalstoffen een laagwaardiger toepassing (downcycling), soms konden ze, na bepaalde productieprocessen te hebben doorlopen, hun waarde behouden.

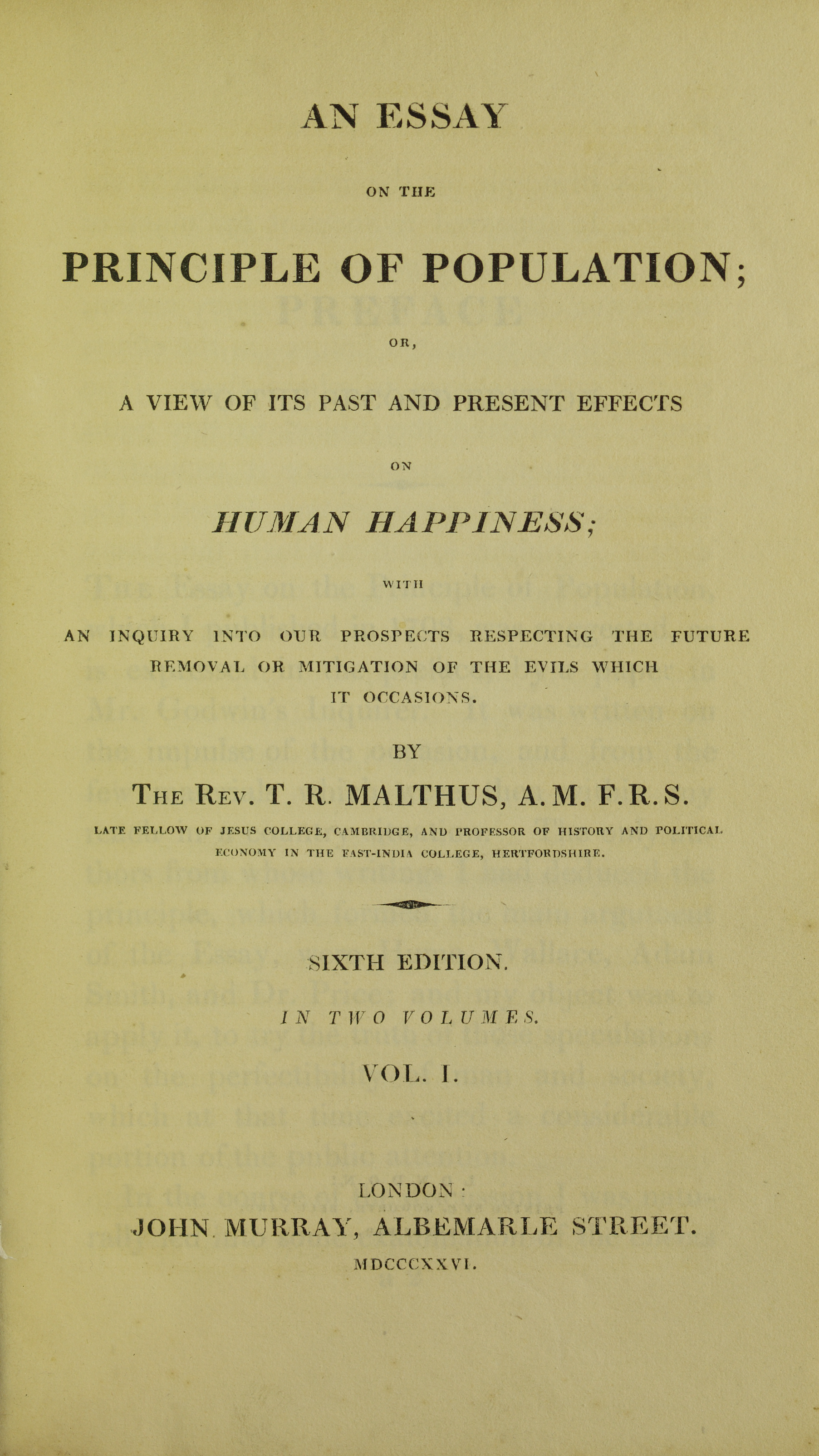
Essay on the principle of population. Het essay uit 1826 waarin Thomas Malthus beschrijft dat de voedselproductie langzamer groeit dan de bevolking.

Naarmate de bevolking toenam en het verbruik van grondstoffen, mede door de industriële revolutie, eveneens sterk steeg, werden een aantal auteurs zich min of meer bewust van de eindigheid van de draagkracht van de Aarde. Een van deze auteurs was Thomas Malthus die in 1798 reeds catastrofale ontwikkelingen voorzag. Dergelijke ontwikkelingen — bij ongewijzigd beleid — werden in later eeuwen ook verwoord door onder meer de econoom Kenneth E. Boulding, die in 1966 de term Spaceship Earth hanteerde. Het rapport Grenzen aan de Groei, beter bekend als het rapport van de Club van Rome, verscheen in 1972. Hierin werd, aan de hand van computermodellen, voorzien dat binnen enkele decennia de beschaving op aarde bij ongewijzigd beleid ten onder zou gaan aan grondstofschaarste.

### De eindigheid van fossiele energie
De oliecrisis van 1973 was weliswaar kunstmatig van aard, maar confronteerde niettemin de maatschappij rechtstreeks met haar afhankelijkheid van grondstoffen, met name fossiele energiedragers. Er werden studies uitgevoerd naar de economische gevolgen van een stijging van de energieprijs, en hierbij werd in 1973 het begrip Bruto Energie-inhoud (Gross Energy Requirement - GER) ingevoerd. Een dergelijk begrip, gewoonlijk uitgedrukt in MJ/kg, geeft een globale waarde weer van de energie die nodig is om een bepaald product te verkrijgen, vanaf winning via transport en verwerking tot het uiteindelijke product. Zo is de GER van nieuw staal ongeveer 32 MJ/kg, die van gerecycled staal echter slechts 10 MJ/kg. Studie naar het energiegebruik voor het verkrijgen van grondstoffen of producten, wordt energie-analyse genoemd.
Auteurs als P.F. Chapman (1976) analyseerden het energiegebruik van onder meer koperwinning uit erts en onderzochten hoe dit zich in de toekomst zou ontwikkelen. Hierbij gaf men zich rekenschap van het steeds geringere kopergehalte van het erts en dientengevolge het toenemend energiegebruik per eenheid gewonnen koper.
Aldus ontstond geleidelijk het denkbeeld dat hergebruik van grondstoffen ook vanuit energetisch oogpunt nuttig was. Opgemerkt moet worden dat dit voor veel producten niet het geval is. Integendeel, sommige producten zijn zodanig ontworpen dat er veel meer energie nodig is voor recycling dan voor het nieuw ontginnen van grondstoffen.

### Ecologie
Een verdere impuls kwam uit de ecologie. In natuurlijke systemen ontstaat geen afval. Alle afvalproducten worden immers op één of andere wijze weer hergebruikt. Het gehele ecologische systeem wordt aangestuurd door — eveneens hernieuwbare — zonne-energie. Dit model diende nu ook te worden toegepast op de menselijke economie, die daadwerkelijk steeds meer afval produceerde. Dit leidde tot de voorstellen, die door Frosch en Gallopoulos (1989) in Scientific American werden ontvouwd. Deze voorzagen letterlijk in een volledige kringloopeconomie. Het bestuderen van mogelijkheden hieromtrent door diverse auteurs kreeg benamingen als Industrieel metabolisme (1994) en Industriële ecologie (1994, 1995, 1996).
Dit begrip, en nauw gerelateerde begrippen, werd later onder diverse benamingen gepresenteerd en op de markt gebracht, waarvan cradle to cradle (2002) wel de bekendste is.

## Werkwijze
Het bestuderen en stimuleren van een circulaire economie gaat door middel van een systeembenadering. Alle grondstofstromingen worden in kaart gebracht om te kijken hoe het nieuw ontginnen van grondstoffen beperkt kan worden. In de praktijk betekent dit dat verschillende economische sectoren met elkaar moeten samenwerken. Wat afval voor de een is, is een grondstof voor de ander. Door samen processen te ontwerpen kunnen afvalstromingen worden voorkomen of geminimaliseerd.
Bij het ontwerp van producten is het van belang dat hoog kwalitatief hergebruik van de grondstoffen mogelijk is, en dat zo min mogelijk grondstoffen gebruikt worden. Het hergebruik van grondstoffen stimuleer je door zo min mogelijk verschillende materialen te gebruiken en het gebruik van moeilijk te scheiden composietmaterialen te vermijden. Ook modulair ontwerp, zorgen dat onderdelen makkelijk te vervangen zijn, speelt hierbij een belangrijke rol. Dit vergroot repareerbaarheid van producten. Tot slot is het van belang dat het product zodanig wordt ontworpen dat het makkelijk in recyclebare delen te demonteren is.
Tijdens de levensfase van het product wordt de levensduur gemaximaliseerd door het goed te onderhouden, te repareren, te hergebruiken (tweedehands markt) en op te knappen. Aan het einde van de levensfase is het van belang dat er een goed reststroomsysteem bestaat: huishoudelijke en industriële reststromen moeten goed worden gescheiden en deze grondstofstromen moeten vervolgens verder worden bewerkt tot nuttige grondstoffen.
Sommige afvalstromingen bevatten een negatieve waarde: het kost meer geld ze te recyclen dan je kan verdienen met de gerecyclede grondstoffen. Door slimmer ontwerp kunnen ze soms worden vermeden en door nieuwe technologieën in de toekomst soms toch nog nuttig ingezet worden. Vaak leiden deze afvalstromingen, zoals nucleair afval, tot verhitte discussies. In hoeverre mag je een toekomstige generatie opzadelen met een probleem waar nu nog geen oplossing voor is?

### Biotische en abiotische kringloop
Ruwweg worden twee kringlopen onderscheiden. De biotische kringloop houdt onder andere het verbouwen van eten in, alsmede onze eigen lichamen en ontlasting. Bij de abiotische of technische kringloop moet bijvoorbeeld worden gedacht aan metalen. De biologische kringloop kan onderdeel uitmaken van de natuur: eventueel komen sommige menselijke afvalstromen in de natuur terecht, waar ze weer worden gerecycled. Denk hierbij aan een nieuw ontwerp van autobanden. Nu is dit nog gemaakt van niet-afbreekbaar materiaal en stapelen microplastics zich op in de natuur. In een circulaire economie zouden deze autobanden wel van een stof gemaakt worden die in de natuurlijke kringloop terecht kan komen.

### Modellen
In de jaren 2010 werden verschillende modellen van een circulaire economie ontwikkeld die een reeks stappen of niveaus van circulariteit gebruikten, meestal met behulp van Engelse werkwoorden of zelfstandige naamwoorden die beginnen met de letter "r". Het eerste model van dit soort, bekend als het "Drie R-principe", was "Reduce, Reuse, Recycle", waarvan de oorsprong al tot in de jaren 1970 terug te voeren is. Volgens Breteler (2022) is het 'meest omvattende en uitgebreide' van vier vergeleken modellen het "10R-principe" ontwikkeld door hoogleraar duurzaam ondernemerschap en voormalig Nederlands Minister van VROM Jacqueline Cramer.
| 10R-principe Cramer 2017 | Ellen MacArthur Foundation 2013 | Ladder van Lansink Lansink 2015 | Drie R-principe (1970s) | Uitleg (Cramer 2017)                                  |
| ------------------------ | ------------------------------- | ------------------------------- | ----------------------- | ----------------------------------------------------- |
| Refuse                   | Maintain/prolong                | Prevention                      | Reduce                  | 'Voorkom grondstoffengebruik'                         |
| Reduce                   |                                 |                                 | Reduce                  | 'Verminder grondstoffengebruik'                       |
| Renew/Redesign           |                                 |                                 | Reduce                  | 'Herontwerp product met oog op circulariteit'         |
| Reuse                    | Reuse/redistribute              | Reuse                           | Reuse                   | 'Product hergebruiken (tweedehands)'                  |
| Repair                   |                                 |                                 | Reuse                   | 'Product onderhouden en repareren'                    |
| Refurbish                | Refurbish/ Remanufacture        |                                 | Reuse                   | 'Product opknappen'                                   |
| Remanufacture            | Refurbish/ Remanufacture        |                                 | Reuse                   | 'Nieuw product maken van tweedehands'                 |
| Repurpose                |                                 |                                 | Reuse                   | 'Product hergebruiken maar met andere functie'        |
| Recycle                  | Recycle                         | Recycling                       | Recycle                 | 'Materiaalstromen met hoogst mogelijke waarde redden' |
| Recover                  | Energy recovery                 | Energy recovery                 | Recycle                 | 'Afvalverbranding met energieherwinning'              |
|                          |                                 | Incineration                    |                         |                                                       |
|                          | Landfill                        | Landfill                        |                         |                                                       |

## Beleid
Qua beleid is er al sinds de jaren 1970 oog voor afvalvermindering. Reeds in 1979 werd een dergelijke denkwijze in de praktijk toegepast middels (in Nederland) de ladder van Lansink. Afvalstoffen werden niet langer werktuiglijk gestort, maar er werd gekeken wat er aan nuttigs mee gedaan kon worden. Dit kon onder meer worden gestimuleerd door hogere storttarieven, verbod op storten van bepaalde afvalstoffen en dergelijke. Aldus werd meer en meer recycling van afvalstoffen gestimuleerd.

### Beleid in de Europese Unie
Oog voor de ontwerpkant en de samenwerkingskant van de circulaire economie werd evenwel pas later in de praktijk gebracht. In 2012 werd door de Europese Commissie het rapport gepubliceerd met de naam ''Manifesto for a Resource Efficient Europe''. Dit manifest stelde dat in een wereld met groeiende vraag voor grondstoffen en groeiende milieuschade de EU geen keus had anders dan naar een grondstof-efficiënte en uiteindelijk circulaire economie te bewegen.
In 2015 kwam er vanuit de Europese Commissie een voorstel om naar een meer circulaire economie te bewegen: aan de ene kant zullen er uniforme standaarden gecreëerd worden voor reststromen, zodat producenten niet meer voor de zekerheid vertrouwde nieuw ontgonnen grondstoffen hoeven te gebruiken. Daarnaast komt er geld vrij voor onderzoek naar eco-design en worden de eisen omtrent afvaldumping en recycling verscherpt.
Op 11 maart 2020 lanceerde de Commissie een nieuw actieplan circulaire economie, gericht op een duurzaam gebruik van hulpbronnen. Sedert 2017 nam de Europese Unie meerdere richtlijnen aan om het recht op reparatie van apparaten te stimuleren.

### Beleid in Nederland
Het eerste beleidsonderzoek naar de kansen voor een circulaire economie in Nederland werd in 2013 uitgevoerd door TNO als onderdeel van het beleidsplan Van Afval Naar Grondstof (VANG). Hierin worden een aantal mogelijkheden voor beleid genoemd: het verlagen van het btw-tarief voor dienstverlening uit de circulaire economie (onderhoud, reparatie, refurbishment), het belasten van onttrokken waarde in plaats van toegevoegde waarde (een verschuiving van loonbelasting naar materiaalbelasting) en het verlengen van garantieperiodes van producten.
In 2011 is de Nederlandse overheid begonnen met het sluiten van Green Deals. Dit zijn overeenkomsten tussen het bedrijfsleven en de Nederlandse overheid gecentreerd rondom een thema om vernieuwende en duurzame initiatieven uit de samenleving te stimuleren. Inmiddels zijn er meer dan 200 Green Deals getekend, waaronder een aantal rondom een kringloopeconomie.
Zo richt de Green Deal Circulaire Gebouwen zich op een minimaal gebruik en hergebruik van grondstoffen en producten bij het ontwerp en de exploitatie van bedrijfsgebouwen. Voor gebouwen betekent dit niet alleen het kijken naar materialen, maar ook naar levensduurverlenging door het maximaal aanpasbaar maken van de gebruiksfunctie van een gebouw. Een belangrijk onderdeel van deze deal is het ontwikkelen van een gebouwpaspoort. In dit paspoort worden de circulaire kenmerken van een gebouw vastgelegd.
Via de Green Deal Circulair Inkopen willen de ondertekende partijen een bijdrage leveren aan het realiseren van een circulaire economie door middel van het inkoopinstrument. Een derde voorbeeld is de Green Deal Nederland Hotspot voor Circulaire Economie. Het doel van deze Green Deal is om de transitie naar een circulaire economie te versnellen, door opschaalbare circulaire projecten uit te voeren. Door de  realisatie van synergie tussen bedrijfsprojecten, het maken van overkoepelende sector- en regionale analyses en het beleid gericht op Groene Groei kan Nederland zich als wereldwijde hotspot in de circulaire economie positioneren.
Een van de grote thema's waar Nederland zich bezig mee heeft gehouden tijdens haar voorzitterschap van de Europese Unie in het voorjaar van 2016 is de circulaire economie. Dit kwam tot uiting in de campagne ‘The Netherlands Circular Hotspot’ (Nederland Circulaire Hotspot), die getrokken werd door Prins Carlos de Bourbon de Parme, samen met Circle Economy, INSID, de Sociaal-Economische Raad en DELTA. Hierbij werd Nederland gepresenteerd als ‘Living lab’ om als voorbeeld te dienen voor andere landen. Hoogtepunt van deze campagne was de presentatie van een gezamenlijke toekomstvisie voor decirculaire economie in Nederland, gepresenteerd tijdens de nationale innovatie tentoonstelling op 14 april 2016.

#### Export product
Aangezien er een groot aantal initiatieven en bedrijven zijn die een internationaal schaalbaar concept hebben ontwikkeld om de circulaire economie te verbeteren en versnellen, worden ze ook ondersteund in het buitenland via het netwerk van de Nederlandse ambassades in samenwerking met de rijksdienst voor ondernemend Nederland en verschillende regio's uit Nederland.

## Meting van circulariteit
Inmiddels is een start gemaakt met het meten van de mate waarin de economie daadwerkelijk circulair is.
Voor Nederland, heeft het PBL in 2019 een eerste meting (nulmeting) verricht door middel van het onderzoek Circulaire economie in kaart. Er bleken in Nederland al wel veel circulaire activiteiten te worden ondernomen, maar ook vele belemmeringen te zijn voor een doorbraak naar een echt circulaire economie. In 2021 concludeerde het PBL dat het gebruik van grondstoffen nauwelijks daalt, en dat intensivering van het circulaire-economiebeleid nodig is.
Voor Vlaanderen heeft het Steunpunt Circulaire Economie in samenwerking met verschillende partners zoals OVAM, VITO en Departement Economie, Wetenschap en Innovatie een monitor opgebouwd, de Monitor Circulaire Economie Vlaanderen. Deze monitor bundelt meer dan 100 indicatoren op verschillende niveaus (macro, behoeftesystemen en productengroepen). 

Internationaal publiceerde de organisatie Circle economy in 2019 het Circularity gap Report. Hoofdconclusie is dat de wereldeconomie op dit moment nog maar 9 procent circulair is. Ruim 90 procent van de grondstoffen die wereldwijd worden gebruikt, vindt niet zijn weg terug naar onze economie. Dit geeft aan dat er nog een zeer groot gat is tussen de hedendaagse praktijk en de uiteindelijke doelstelling van een kringloopeconomie. Hiernaast houdt Eurostat ook circulaire economie indicatoren bij voor elke Europese lidstaat. 

## Voorbeelden
Een voorbeeld van een mogelijk product uit een circulaire economie is een modulaire smartphone. Zo'n telefoon kan makkelijk uit elkaar gehaald worden zodat verschillende grondstoffen kunnen worden gerecycled zonder veel verlies van kwaliteit. Ook dient zo'n telefoon gemakkelijk te repareren te zijn. Alle gebruikte grondstoffen zouden onder de technologische kringloop kunnen vallen waardoor scheiding makkelijker wordt. De Fairphone 2 is de eerste modulaire smartphone die verkocht wordt. Google zou met Project Ara en de smartphone Phonebloks ook een modulaire smartphone bouwen, maar heeft dit project voortijdig beëindigd.
Bij slijtende producten is het belangrijk dat ze in de biologische kringloop kunnen komen zodat er geen waardevolle grondstoffen uit de 'menselijke' kringloop verdwijnen. Denk hierbij aan schoenen die ontworpen zijn met organische stoffen zodat hun slijtproduct veilig in de natuur kan belanden.
Herbruikbare verpakking voor consumptie na dat eenmalig gebruik van verpakking in EU verboden wordt. zie SwapBox
Circulaire IT is een voorbeeld van circulaire economie toegepast op computer- en netwerkapparatuur.